# Котс, Роджер
Ро́джер Котс (англ. Roger Cotes; 10 июля 1682 — 5 июня 1716) — английский математик, астроном и философ

, помощник Исаака Ньютона. «По своим математическим способностям из его поколения в Англии он уступал только Ньютону». Член Лондонского королевского общества (1711).
За свою короткую жизнь (33 года) он совершил немало математических открытий, в том числе: квадратурные формулы Ньютона — Котса и формула Эйлера, ввёл в науку радианную меру углов. Котс существенно помог Ньютону в подготовке второго издания его «Начал».

## Биография
Родился в Бэрбейдже (центральная Англия) в семье местного пастора («ректора», как тогда говорили) Роберта Котса и его жены Грейс Фармер. Из троих детей Грейс выжил только Роджер. Уже в школе обнаружил незаурядный математический талант. После местной школы Котс окончил лондонскую «Школу Св. Павла», затем был принят (1699) в Тринити-колледже Кембриджского университета, который окончил в 1702 году, получив степень бакалавра.
Дарование юноши было замечено руководителем колледжа (мастером) Ричардом Бентли, а также Ньютоном, и Котс был оставлен преподавать в университете. В возрасте двадцати четырёх лет (1706 год), получив требуемую традициями степень магистра искусств, Котс был назначен профессором астрономии и экспериментальной философии в Кембриджском университете. В 1707 году он вместе с Уильямом Уистоном основал в Тринити школу физических наук.
В 1709—1713 годах Котс деятельно помогал Ньютону в подготовке второго, дополненного издания его «Начал».

Участие Коутса было очень велико: он исправил или побудил автора исправить многие неточности в доказательствах, вычислениях и даже в экспериментальной части.
Котс также написал собственноручное предисловие, в котором обосновал научное превосходство принципов Ньютона над популярной в тот период «вихревой теорией гравитации», которую отстаивали Рене Декарт и его последователи-картезианцы.. Котс разъяснил, что закон всемирного тяготения Ньютона был подтверждён наблюдениями за небесными телами, и результаты этих наблюдений несовместимы с вихревой метафизикой Декарта.
При подготовке второй книги «Начал» Котс обнаружил у Ньютона ошибку, о которой немедленно сообщил автору. Ньютон неохотно вернулся к физике, провёл серию экспериментов и сразу же обнаружил интереснейшее явление — гидродинамическое сжатие струи, тем самым сделав крупное открытие в гидродинамике. Поправка на этот эффект согласовала теорию и опытные данные. Когда книга была готова к печати, Котс и Ньютон всерьёз поссорились из-за третьего закона Ньютона, который Котс решительно отвергал. Рассерженный Ньютон убрал из своего предисловия благодарность Котсу и ничего ему не заплатил за самоотверженный труд.
В 1713 году Котс был рукоположён в священники англиканской церкви.
Умер от тяжёлой формы туберкулёза в возрасте 33 года (1716). Похоронен на кладбище Всех святых, в часовне Тринити-колледжа. Собрание трудов Котса было опубликовано посмертно (1722). Ещё несколько статей Котса были позже опубликованы в книге Томаса Симпсона «Учение и применение флюксий» (англ. The Doctrine and Application of Fluxions).

## Научная деятельность
Несмотря на раннюю кончину, Котс оставил заметный след в самых разных областях математики и физики. В численном анализе известны квадратурные формулы Ньютона — Котса (в старых источниках называются «формулы Ньютона — Котеса»). Часть трудов Котса относятся к теории ошибок, впоследствии развитой Лапласом.
В своей книге «Logometria» (1714) Котс привёл (в логарифмическом формате и в словесном выражении) формулу, равносильную знаменитой формуле Эйлера, которую Эйлер опубликовал в 1740 году:
{\displaystyle \ln(\cos q+i\sin q)=iq.}
В этом же труде он исследовал ряд спиралей (жезл авгура, спираль Котса), а также дал с хорошей точностью значение основания натуральных логарифмов (названное позже Эйлером «числом e»); это значение он получил, разложив число e в непрерывную дробь.
В трактате «Гармония мер, или анализ и синтез, развитые с помощью мер отношений и углов» (лат. Harmonia mensurarum, sive analysis et synthesis per rationum et angulorum mensuras promotae, 1722, издана посмертно) Котс исследовал проблему интегрирования рациональных алгебраических функций, эту тему вскоре продолжил Муавр. Первым опубликовал графики тангенса и секанса, обосновал вычисление производных для всех тригонометрических функций. Котс первый предложил вместо углового градуса использовать радиан, который он считал наиболее удобной и естественной единицей измерения углов. Среди других тем «Гармонии мер» — корни из единицы, таблицы интегралов для восемнадцати классов алгебраических функций.
Имя Котса носят несколько понятий и теорем.
- Спираль Котса[англ.]
- Теорема Котса о круге[фр.] связывает расстояния от точки до вершин правильного многоугольника с расстоянием от этой точки до центра многоугольника.
- Теорема Котса о гармонических средних[фр.]

Котс оставил серию подробных исследований по оптике. В переписке с Ньютоном Котс детально изложил конструкцию гелиостатического телескопа с зеркалом, вращающимся по часам. Он пересчитал солнечные и планетные таблицы Кассини и Флемстида, и собирался разработать таблицы движения Луны, основанные на принципах Ньютона.

## Труды
- Logometria, 1714, Королевское общество, Лондон (переиздано в указанном ниже сборнике Harmonia mensurarum).
- Harmonia mensurarum, sive analysis & synt per rationum & angulorum mensuras promotae: Accedunt alia opuscula mathematica, 1722, Кембридж.
  - Aestimatio errorum in mixta mathesis. Измерение плоских и сферических треугольников, а также ранние исследования по теории ошибок. Этот труд широко использовался астрономами XVIII века[4].
  - De methodo differentiali Newtoniana. Содержит ньютоновские методы интерполяции, особенно удобные для исследования орбит комет[4].
  - Canonotechnia. Численное интегрирование, интерполяция.

В 1738 году, через 22 года после смерти Котса, были опубликованы лекции, которые Котс читал по экспериментальной физике — гидростатике и пневматике.